# Lexikon zur Fotografie in Österreich 1839 bis 1945
Das Lexikon zur Fotografie in Österreich 1839 bis 1945 erschien im Jahr 2005. Es wurde von dem österreichischen Kulturwissenschaftler, Kurator und Fotopublizisten Timm Starl bearbeitet. 
Das Lexikon enthält Angaben zu ehemals und/oder noch in Österreich tätigen Personen, Institutionen und Firmen, Fotoschulen, Vereinen und Verbänden, Genossenschaften und Innungen sowie Foto-Ausstellungen, -Zeitungen und -Zeitschriften für den Zeitraum seit der Erfindung der Fotografie im Jahr 1839 bis zum Ende des Zweiten Weltkrieges im Jahr 1945.

## Bibliographische Angaben
- Timm Starl: Lexikon zur Fotografie in Österreich 1839 bis 1945. Albumverlag, Wien 2005, ISBN 978-3-85164-150-9, ISBN 3-85164-150-7, falsche ISBN 3-85164-150-2